# لورا جيوردانو
لورا جيوردانو (بالإيطالية: Laura Giordano)‏ هي موسيقية ومغنية ومغنية أوبرا إيطالية، ولدت في 1979 في باليرمو في إيطاليا.

## وصلات خارجية
- لورا جيوردانو على موقع ميوزك برينز (الإنجليزية)
- لورا جيوردانو على موقع ديسكوغز (الإنجليزية)